# Gustave Lambert Brahy
Gustave Lambert Brahy (Luik, 1 februari 1894 – Brussel, 21 mei 1989), was een Belgisch theosoof, astroloog, rozenkruiser en martinist.

## Loopbaan als boekhouder en astroloog
Van opleiding was hij expert-boekhouder. Na een aantal jaren actief bij het Ministerie van Financiën, werd hij wereldwijd bekend als astroloog. Samen met André Barbault wordt hij beschouwd als de vader van de beursastrologie, een discipline die hij reeds begin jaren 1930 beoefende. Zijn astrologisch tijdschrift Demain werd meer dan 50 jaar lang gepubliceerd.

## Theosoof en Vrij-Katholiek
Brahy was jaren lid van de Belgische Theosofische Vereniging. Via een andere theosoof, bisschop Ernest Nyssens werd hij lid van de Vrij-Katholieke Kerk.

## Rozenkruiser
Toen zijn kleindochter ongeneeslijk ziek was, zond hij een telegram naar de Rosicrucian Fellowship in Oceanside (Californië), die met spirituele genezingsgroepen werkt. Na enkele dagen was het kind genezen, wat hij aan de hulp van de Rozenkruisers toeschreef. Daarna richtte hij de Belgische afdeling van deze beweging op.

## Martinist
Via burggraaf Charles de Herbert de Thun werd hij geïnitieerd in het Martinisme, in de Chaboseaufiliatie. Later voegde hij zich bij de Ordre Martiniste, de moedervereniging in Parijs. Na de dood van Emile Ehlers in 1953, besliste de Directiekamer in Parijs op 28 januari 1956 hem te benoemen tot Algemeen soeverein afgevaardigde voor België, in de schoot van de Opperraad. Deze benoeming werd bevestigd in de brief van 13 maart 1956 van Philippe Encausse, de voorzitter van de Opperraad aan Brahy. Toen in 1968 Dr. Philippe Encausse, soeverein Grootmeester van de Ordre Martiniste, de Belgische Martinisten onafhankelijkheid verleende, werd Brahy de eerste Soeverein Grootmeester van de Belgische Martinistenorde.
Brahy zou ook betrokken zijn bij de oprichting van de F.U.D.O.S.I.

## Gepubliceerd werk (selectie)
- L'Astro-dynamique, son rôle possible dans l'étude de la conjoncture économique et financière, éditions de l'Institut Central Belge de Recherches Astro-dynamiques, Bruxelles, 1932.
- La Clef de la prévision des événements et des fluctuations économiques et boursières, Éditions Traditionnelles, Paris, 1987.
- Confidences d'un Astrologue, Ed. Flandres-Artois, s.l., 1946.
- Contribution à l'Étude de l'Astro-dynamique, chez l'auteur, Bruxelles, 1932.
- En touriste aux États-Unis - Roman de voyage, Ed. de l'Etoile, Bruxelles, 1943.
- L'éveilleur de consciences, ou révélation dans la montagne, messages d'un initié, Paris, Dervy Livres, 1961.
- Fluctuations boursières et influences cosmiques, Exposé d'un système de gestion scientifique des valeurs mobilières avec indications générales jusqu'en 1940, Editions de l'Institut de recherches astro-dynamiques, Bruxelles, s. d. (1933?).
- Influences astrales ou simples réactions terrestres? Une radioscopie de l'astrologie d'aujourd'hui, Paris, Dervy, 1973.
- Le mystère des influences astrales, illusions et réalités, Ed. de la revue Demain, Paris-Bruxelles, 1943.
- Pour mieux comprendre l'astrologie, éditions Dervy-Livres, Paris, 1973 (2e ed. 1981).
- Le problème des maisons astrologiques, éditions de la revue Demain.
- La rectification de l'heure de naissance par les événements de la vie, Dervy-Livres, Paris, 1985.
- Sous quelle étoile êtes-vous né?, Ed. de la revue Demain, Bruxelles, 1942.
- Soyez vous aussi astrologue! Méthode logique et intuitive, Dervy-Livres, Paris,1978.